# デビン・ホーランド
デビン・ホーランド（Devin Holland 1988年10月18日- ）はルイジアナ州バトンルージュ出身のアメリカンフットボール選手。現在フリーエージェント。ポジションはセイフティ。

## 経歴
2007年、テュレーン大学での1年次に彼は10試合に出場し、カンファレンスUSAのオールフレッシュマンチームに選ばれた。2008年もチューレーン大学でプレーした後、2009年、2010年の2年間はマクニース州立大学でプレーした。
2011年7月26日、ドラフト外フリーエージェントでタンパベイ・バッカニアーズと契約を結んだ。カンザスシティ・チーフスとのプレシーズンゲームで5,000ドルの罰金を課された。さらに、ニューイングランド・ペイトリオッツとのプレシーズンゲームで、ダニー・ウッドヘッドへのヒットで10,000ドルの罰金を課された。いずれもスペシャルチームとして、パントカバレッジでの出場であった。レギュラーシーズン4試合に出場し、スペシャルチームで2タックルをあげたが、10月10日、故障者リスト入りした。
2012年7月26日、バッカニアーズからウェーバーされた。
2013年1月3日、ワシントン・レッドスキンズとフューチャー契約を結んだ。7月25日、レッドスキンズから解雇された。